# Lyncestis fuscifusata
Lyncestis fuscifusata là một loài bướm đêm trong họ Erebidae.